# Господство Щайнфурт
Господството Щайнфурт (на немски: Herrschaft Steinfurt), от 1495 г. Графство Щайнфурт (на немски: Grafschaft Steinfurt), е от 1129 до 1806 г. територия на Свещената Римска империя в Северен Рейн-Вестфалия, Германия, с център в Щайнфурт.

## История
Господството Щайнфурт се създава от замък Щайнфурт (Щенворде), споменат за пръв път през 1129 г. Неговите собственици благородници се наричат господари на Щайнфурт (Herren von Steinfurt).
През 1164 г. при конфликт с господарите на замък Ашеберг се разрушават двата замъка. С помощта на Райналд фон Дасел, архиепископът на Кьолн (1159 – 1167), Щайнфуртите построяват отново замъка си. Когато Ашебергите измират, тяхната собственост отива през 1206 г. на благородниците от Щайнфурт. От собствеността се създава господство. От 1270 г. те са фогти на женския манастир Боргхорст, през 1279 г. и на други манастири. Те спечелват и други територии.
През 1343 г. войската на манастир Мюнстер унищожава замъка и Щайнфуртите загубват цялата си територия в тази област. Балдуин II фон Щайнфурт получава свободното Графство Лаер и става през 1357 г. имперски граф.
Благородниците фон Щайнфурт измират през 15 век. Чрез дъщеря наследничка господството попада през 1421 г. на Евервин Гьотервик. Той спечелва същата година и Графство Бентхайм. Териториите на Графство Бентхайм и Господство Щайнфурт се разделят отново през 1454 г. Чрез заслугите на Ебервин II във войните на император Максимилиан I господството става имперско графство.
През 1804 г. графството се обединява отново с линията Бентхайм. След две години през 1806 г. става част от Велико херцогство Берг, попада през 1811 г. на Франция и 1815 г. на Прусия.